# Videojuego de beat 'em up

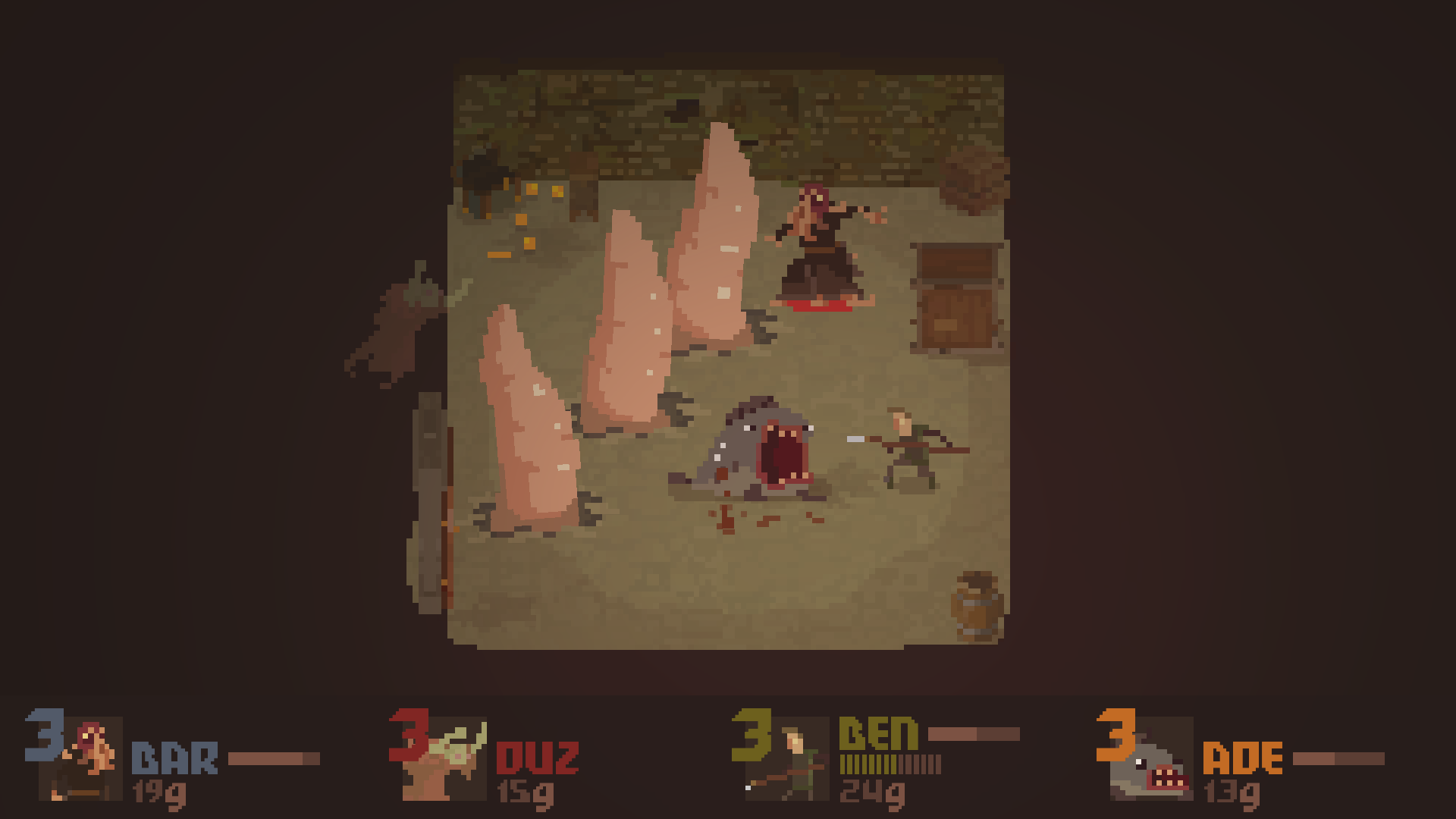
Los videojuegos de beat 'em up son un género de videojuegos que ofrecen un estilo de combate cuerpo a cuerpo entre el protagonista y un número improbable de oponentes.

Los videojuegos de beat 'em up (también conocidos como beat 'em all, brawler, belt scroller o yo contra el barrio) son un género de videojuegos que ofrecen combate cuerpo a cuerpo entre el protagonista y un número improbable de oponentes. Tradicionalmente, el desplazamiento en los videojuegos de «Beat 'em up» tienen lugar en un plano bidimensional de niveles (2D), aunque algunos videojuegos posteriores cuentan con ambientes tridimensionales (3D) más abiertos, con números aún más grandes de enemigos. Estos videojuegos son conocidos por su modo de juego simple, una fuente de aclamación crítica. Suelen ser cooperativos para dos o más jugadores con diferentes personajes cada uno. La mayoría de estos videojuegos tienen lugar en entornos urbanos, y presentan tramas basadas en la lucha contra el crimen y la venganza, aunque algunos videojuegos pueden emplear temas históricos, de ciencia ficción o de fantasía.
El primer «beat' em up» fue Kung-Fu Master, del año 1984, con Renegade, del año 1986, presentando los escenarios urbanos y los temas de venganza en el bajo mundo empleados extensamente en los videojuegos posteriores. El género vio entonces un período de gran popularidad entre el lanzamiento de Double Dragon en 1987, que definió el modo cooperativo de dos jugadores como elemento central del clásico «Beat 'em up», y el Street Fighter II del año 1991, que atrajo a los jugadores a la lucha uno contra uno en los videojuegos. Videojuegos como Streets of Rage, Final Fight, Golden Axe y Battletoads son otros clásicos que emergen de este período. El género ha sido menos popular desde la aparición de videojuegos de mercado masivo basados en el 3D, pero aun así algunos «Beat 'em up» adaptaron la fórmula simple para utilizar entornos 3D de gran escala.

## Definición
Un «beat em up» es un tipo de videojuego de acción, en el que el personaje o pequeño grupo de personajes jugables deben luchar contra un gran número de enemigos en combate desarmado, o utilizando armas cuerpo a cuerpo. La jugabilidad consiste en caminar a través de un nivel, una sección a la vez, derrotar a un grupo de enemigos antes de avanzar a la siguiente sección; Una pelea de jefe normalmente ocurre al final de cada nivel. Las versiones arcade de estos videojuegos suelen ser bastante difíciles de ganar, lo que hace que los jugadores gasten más dinero.
Los «beat em up» están relacionados, pero se diferencian, de los videojuegos de lucha, que se basan en peleas individuales en lugar de niveles de desplazamiento y múltiples enemigos. Sin embargo, dicha terminología se aplica de manera flexible, ya que algunos comentaristas prefieren combinar los dos términos. A veces, tanto los videojuegos de lucha uno contra uno como los videojuegos de «Beat 'em up», con el desplazamiento se han influenciado mutuamente en términos de gráficos y estilo y pueden atraer a los fanáticos de ambos géneros. Ocasionalmente, un videojuego contará con ambos tipos de modo de juego.
En el Reino Unido, las revistas de videojuegos de principios de la década de 1990, como Mean Machines y Computer & Video Games (C + VG), se referían a todos los videojuegos que tenían un motivo de combate como los de «Beat 'em up», incluso los videojuegos de lucha. Sin embargo, se diferenciaron por un prefijo específico; videojuegos como Double Dragon o Final Fight fueron llamados "beat'em ups" de desplazamiento lateral y videojuegos como Street Fighter II o Mortal Kombat fueron referidos como "beat'em ups" de uno contra uno.

## Diseño de juego
Los videojuegos de «beat em up» generalmente presentan argumentos relacionados con el crimen organizado y venganza desarrollándose la acción en las calles de la ciudad, aunque también existen videojuegos del género ambientados en entornos históricos y de fantasía. Los jugadores deben caminar de un extremo a otro del mundo del videojuego, y, por lo tanto, cada nivel del videojuego generalmente se desplazará horizontalmente. Algunos de los programas más recientes de «Beat 'em up» prescinden de los niveles de desplazamiento basados en 2D, lo que permite que el jugador se desplace por entornos 3D más grandes, aunque conservan los mismos sistemas simples de juego y control. A lo largo del nivel, los jugadores pueden adquirir armas que pueden usar, así como potenciadores que reponen la salud del jugador.
Cuando los jugadores caminan a través del nivel, son detenidos por grupos de enemigos que deben ser derrotados antes de poder continuar. El nivel termina cuando todos los enemigos son derrotados. Cada nivel contiene muchos grupos de enemigos idénticos, que hacen que estos videojuegos sean notables por su repetición. En los videojuegos vencidos, los jugadores a menudo luchan contra un jefe, un enemigo mucho más fuerte que los otros enemigos, al final de cada nivel.
Los «beat em up» a menudo le permiten al jugador elegir entre una selección de protagonistas, cada uno con sus propias fortalezas, debilidades, conjunto de movimientos y poderes especiales. Los ataques pueden incluir combinaciones rápidas de ataques básicos (combos), así como ataques de salto y de lucha. Los personajes a menudo tienen sus propios ataques especiales, lo que conduce a diferentes estrategias dependiendo de qué personaje selecciona el jugador. El sistema de control suele ser fácil de aprender y comprende tan solo dos botones. Estos botones se pueden combinar para realizar combos, así como ataques de salto y lucha. Desde el lanzamiento de Double Dragon, muchos «Beat 'em up» han permitido a dos jugadores jugar cooperativamente, un aspecto central del atractivo de estos videojuegos. Los «Beat 'em up» son más propensos a presentar videojuegos de modalidad cooperativa que otros géneros de videojuegos.

## Historia

### Origen
El primer videojuego que contó con la pelea de puños fue el videojuego de boxeo de Sega, Heavyweight Champ (1976), que se ve desde una perspectiva lateral como en los videojuegos de lucha posteriores. Sin embargo, fue el videojuego de lucha de Data East Karate Champ (1984) el que popularizó los videojuegos de artes marciales. El mismo año, el cine de Irem en Hong Kong, inspirado en Kung-Fu Master (conocido como Spartan X en Japón) sentó las bases para los movimientos de desplazamiento lateral con su modo de juego simple y múltiples enemigos. También en 1984, el videojuego Bruce Lee combinó el combate multijugador y de múltiples personajes con el videojuego tradicional de coleccionismo, plataformas y rompecabezas. Más tarde ese año, Karateka combinó las secuencias de pelea uno contra uno de Karate Champ con la libertad de movimiento en Kung-Fu Master, y experimentó con éxito añadiendo la trama a su acción de pelea. También fue uno de los primeros «Beat 'em up» en ser portado con éxito a los sistemas domésticos. Nekketsu Kōha Kunio-kun, lanzado en 1986 en Japón, se desvió de los temas de artes marciales de videojuegos anteriores e introdujo la pelea callejera en el género. La adaptación occidental Renegade (lanzada el mismo año) agregó una trama de venganza en el bajo mundo que resultó ser más popular entre los jugadores que el deporte de combate de principios de otros videojuegos. Renegade estableció el estándar para futuros videojuegos de «Beat 'em up», ya que introdujo la capacidad de moverse tanto horizontal como verticalmente. También introdujo el uso de ataques combinados; En contraste con los videojuegos anteriores, los oponentes en Renegade y Double Dragon podrían recibir mucho más castigo, requiriendo una sucesión de golpes, con el primer golpe inmovilizando temporalmente al enemigo, haciéndolo incapaz de defenderse contra golpes sucesivos.

### Edad de oro
En el año 1987, el lanzamiento de Double Dragon marcó el comienzo de una "Edad de Oro" para el género «beat em up » que duró casi cinco años. El videojuego fue diseñado como el sucesor espiritual de Renegade de Technōs Japan, pero llevó el género a nuevas alturas con su detallado conjunto de ataques de artes marciales y su excepcional videojuego cooperativo para dos jugadores. El éxito de Double Dragon resultó en una avalancha de «Beat 'em up» que se produjo a fines de la década de 1980, donde títulos aclamados como Golden Axe y Final Fight (ambos en 1989) se distinguieron de los demás. Final Fight fue la continuación de Capcom para Street Fighter (provisionalmente titulada Street Fighter '89), pero la compañía finalmente le dio un nuevo título. En contraste con los ataques combinados simples en Renegade y Double Dragon, los ataques combinados en Final Fight fueron mucho más dinámicos, y los escenarios fueron mucho más grandes. Aclamado como el mejor videojuego del género, Final Fight generó dos secuelas en casa y más tarde fue portado a otros sistemas. Final Fight también fue el motivo de la nueva fama que encontró Capcom y de la quiebra de Technos Japan. Golden Axe fue aclamado por su acción visceral de corte y barra y por su modo cooperativo y fue influyente a través de su selección de múltiples protagonistas con distintos estilos de lucha. Es considerado uno de los títulos de «Beat 'em up» más fuertes por sus elementos de fantasía, lo que lo distingue de los entornos urbanos vistos en otros «Beat 'em up». Bad Dudes Vs. DragonNinja presentó elementos de la plataforma, mientras que POW: Prisoners of War llevó el aspecto del arma a un nivel más lejano, permitiendo a los jugadores recoger armas. Otro tipo de juego de «Beat 'em up», de nombre River City Ransom (1989), llamado Street Gangs en Europa, presentó elementos de videojuego de rol con los que el personaje del jugador podría ser mejorado, usando dinero robado de enemigos derrotados.
La serie Streets of Rage se lanzó a principios de la década de 1990 y se tomó prestada de la saga Final Fight. Streets of Rage 2 para la Sega Genesis fue uno de los primeros videojuegos de consola que coincidió con la aclamación de los Arcade de «Beat 'em up». Su diseño de nivel fue elogiado por tomar las configuraciones tradicionales de «Beat 'em up» y unirlas de formas novedosas, y su éxito llevó a que se trasladaran a las salas de videojuego. El «Beat 'em up» también fue un género popular para videojuegos basados en series de televisión y películas, con Teenage Mutant Ninja Turtles y Batman Returns un éxito sorpresa, y alentó a muchos más videojuegos de «Beat 'em up» basados en los personajes. Sin embargo, la "edad de oro" del género terminó a raíz del éxito de Street Fighter II de Capcom (1991), que atrajo a los jugadores a los videojuegos de lucha uno contra uno, mientras que la subsiguiente popularidad del video en 3D para los videojuegos disminuyeron la popularidad de los videojuegos pugilísticos basados en 2D en general. En 1994, el género ya sufrió de una falta de innovación y popularidad.

### Era de los 32 bits en adelante

#### Paso a las tres dimensiones
Se anticipó que Core Design y su Fighting Force (1997) redefiniriá el género para consolas de 32 bits mediante el uso de un entorno 3D. Sin embargo, fue recibido con una tibia recepción. La serie Dynasty Warriors, que comenzó con Dynasty Warriors 2 en el año 2000, ofreció la acción tradicional de los «Beat 'em up» en grandes campos de batalla en 3D, mostrando docenas de personajes en la pantalla a la vez. La serie hasta la fecha abarca 14 videojuegos (incluidas las expansiones) que los jugadores de Occidente consideran demasiado similares, aunque los creadores de los videojuegos afirman que su gran audiencia en Japón aprecia las diferencias sutiles entre los títulos. Mientras que los críticos vieron a Dynasty Warriors 2 como innovador y técnicamente impresionante, tenían una opinión mixta sobre títulos posteriores. Estos videojuegos posteriores recibieron elogios por un videojuego simple y divertido, pero al mismo tiempo fueron ridiculizados por ser demasiado simplistas y repetitivos. En el 2000, el equipo del estudio italiano NAPS lanzó Gekido: Urban Fighters para la consola PlayStation, que utiliza un sistema de ritmo rápido, con muchos jefes y un diseño colorido en términos de gráficos. Otra serie japonesa muy vendida, Yakuza, combinó argumentos elaborados y entornos interactivos detallados con acción de peleas callejeras. A pesar de estos lanzamientos, los revisores del videojuego comenzaron a pronunciar que el género se había extinguido. En 2002, prácticamente no había nuevos «Beat 'em up» lanzados en salas de videojuego.
Viewtiful Joe (2003), de Capcom, usó gráficos con sombra cel y características de videojuego innovadoras (como los poderes especiales del protagonista) para "revitalizar" su fórmula tradicional de desplazamiento en 2D. Rockstar Games y su The Warriors (basado en la película de 1979 del mismo nombre), publicado en el año 2005, contó con peleas a gran escala en entornos 3D intercaladas con otras actividades, tales como secuencias de persecución. El videojuego también incluyó un juego de palizas de lado más tradicional Armies of the Night como contenido adicional, que fue aclamado junto con el videojuego principal y más tarde fue lanzado en la PlayStation Portable. Los lanzamientos como God Hand en 2006 y MadWorld en el 2009 fueron vistos como parodias de violencia en la cultura popular, ganando elogios de ambos videojuegos por no tomarse tan en serio como en los videojuegos anteriores. Los «Beat 'em up» clásicos se han relanzado en servicios como la Consola Virtual; los críticos reafirmaron el atractivo de algunos, mientras que el atractivo de otros se ha visto disminuido con el tiempo. Aunque el género carece de la misma presencia que tenía a fines de la década de 1980, algunos títulos como Viewtiful Joe y God Hand mantienen vivo el género. Actualmente sigue estando vigente al confluir con el estilo de acción-aventura como lo hace la saga Yakuza (2005).

#### Hack and Slash
Después del año 2000, el género «beat em up » ha visto un renacimiento en forma de los populares Videojuegos de hack and slash en 3D al estilo de Devil May Cry (de 2001 en adelante), incluido Ninja Gaiden (de 2004 en adelante), God of War (de 2005 en adelante), Heavenly Sword (2007), Afro Samurai (2009), y Bayonetta (2009). La popular serie Grand Theft Auto también tiene elementos del género «Beat 'em up». Saints Row IV (2013) presentó una parodia de Streets of Rage titulada "Saints Of Rage", donde el jugador rescata a Johnny Gat de una prisión virtual. El subgénero también se ha llegado a combinar con ciertos elementos musicales y rítmicos por medio de Hi-Fi Rush (2023).

#### Escena independiente
El género 2D de los «beat em up» ha visto un resurgimiento en Asia, donde el videojuego en línea surcoreano Dungeon Fighter Online (2004) es muy popular. Dungeon Fighter Online se ha convertido en uno de los videojuegos más jugados y de mayor recaudación de todos los tiempos, con más de $ 10 mil millones.
Entre fines de los años 2000 e inicios de los 2010 empezó a volver este género en formato 2D en forma de indies como Castle Crashers (2008) con su humor peculiar y aclamado modo de juego cooperativo, Scott Pilgrim vs. the World (2010) o Phantom Breaker: Battle Grounds (2013); popularizándose hasta el punto de que al principio de la década de los años 2020 también volvieron algunas sagas pertenecientes a la edad de oro del género como Streets of Rage 4 o Battletoads bajo el amparo de sus respectivas editoras de gran envergadura.